# Ofspor Kulübü
L'Ofspor Kulübü è una società calcistica con sede a Of distretto di Trebisonda in Turchia. Fondato nel 1968 il club milita nella TFF 3. Lig. Il club gioca le gare casalinghe allo stadio "Of Şehir Stadı".

## Rosa
| N. |                    | Ruolo | Calciatore      |
| -- | ------------------ | ----- | --------------- |
| 1  | Turchia (bandiera) | P     | Tayfun Özdemir  |
| 4  | Turchia (bandiera) | C     | Murat Suci      |
| 5  | Turchia (bandiera) |       | Yusuf Abdioğlu  |
| 7  | Turchia (bandiera) |       | Fatih Aktaş     |
| 8  | Turchia (bandiera) | C     | Mustafa Gürel   |
| 10 | Turchia (bandiera) |       | Mehmet Tosun    |
| 11 | Turchia (bandiera) | C     | Burak Denizli   |
| 14 | Turchia (bandiera) | C     | Savaş Topaloğlu |
| 15 | Turchia (bandiera) | D     | Mehmet Balcı    |
| 16 | Turchia (bandiera) | C     | Serkan Pala     |
| 19 | Turchia (bandiera) | A     | Serdar Akdoğan  |
| 20 | Turchia (bandiera) | A     | Ünal Avcı       |
| 23 | Turchia (bandiera) | C     | Sadat Şahin     |
| 24 | Turchia (bandiera) | D     | Gökhan Durmuş   |

| N. |                    | Ruolo | Calciatore          |
| -- | ------------------ | ----- | ------------------- |
| 25 | Turchia (bandiera) | C     | Abdurrahman Kırmacı |
| 35 | Turchia (bandiera) |       | Yalçın Kılınç       |
| 41 | Turchia (bandiera) | A     | Aydın Taşkın        |
| 42 | Turchia (bandiera) | C     | Haluk Zeybek        |
| 44 | Turchia (bandiera) | D     | Cemre Baloğlu       |
| 53 | Turchia (bandiera) | A     | Tuncay Maldan       |
| 54 | Turchia (bandiera) | D     | Hakan Soylu         |
| 60 | Turchia (bandiera) |       | Cihan Özdemir       |
| 59 | Turchia (bandiera) |       | Recep Çelik         |
| 61 | Turchia (bandiera) | D     | Samet Altuntaş      |
| 73 | Turchia (bandiera) | P     | Erol Tırpan         |
| 93 | Turchia (bandiera) | A     | Yücel Solak         |
| 99 | Turchia (bandiera) |       | Muhammet Ömer Altın |

## Statistiche
- TFF 2. Lig:2008